# متحف الفن الوطني الصيني
متحف الفن الوطني الصيني (بالصينية: 中国美术馆) متحف يقع في دونغتشنغ في العاصمة الصينية بكين، يعتبر واحد من أكبر الماحف الفنية في الصين، ويتبع وزارة الثقافة، بدأ بناء المتحف سنة 1958، وانتهى بناء المتحف سنة 1962 وأُفتتح سنة 1963، يقع المتحف على أرض مساحتها 30,000 م2، خلال عامي 2004 و2005 تم تجديد المتحف وأُضيف له مساحة 5,375 م2، يعرض المتحف عدداً من الأعمال الفنية الصينية القديمة والمعاصرة، بالإضافة لعدد من الأعمال الفنية الغربية المميزة، عدد قاعات المتحف 21 قاعة عرض، تتضمن عرض تعرض لوحات فنية وطلاء وطباعة والنحت والخزف وغيرها، يجري العمل على تغير مبنى المتحف لآخر تزيد مساحتة سبعة أضعاف المبنى الحالي.

## معرض الصور

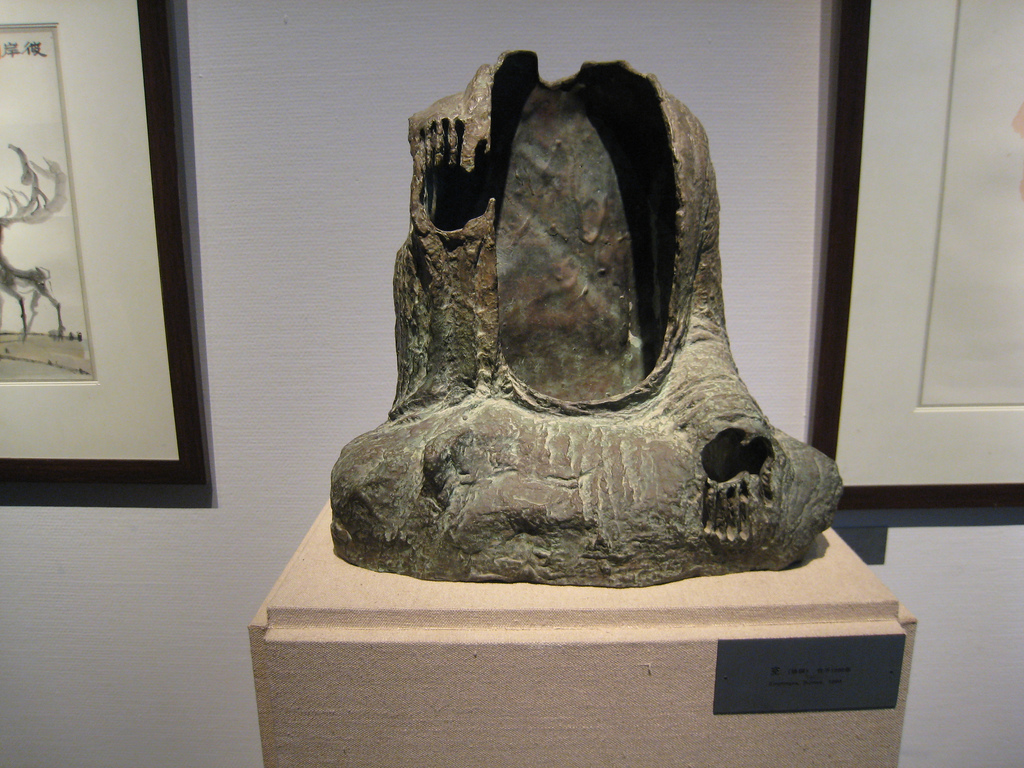
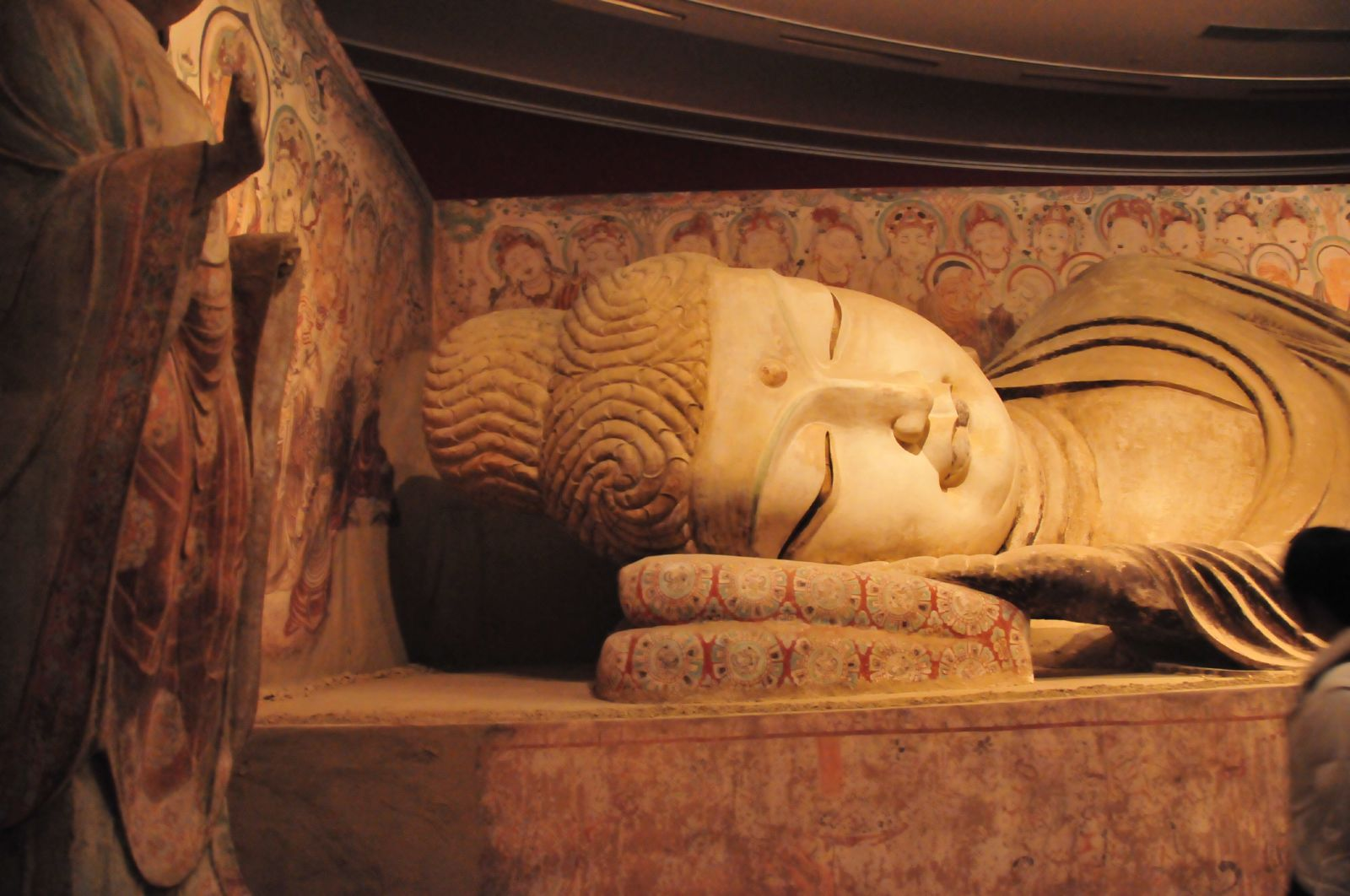
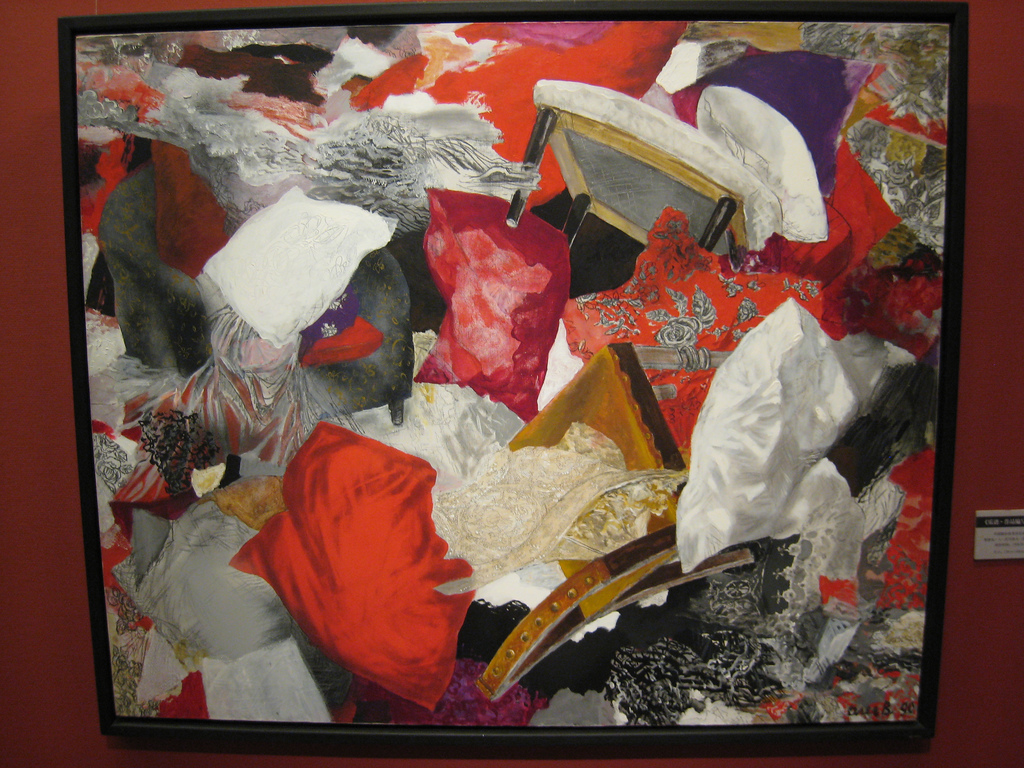
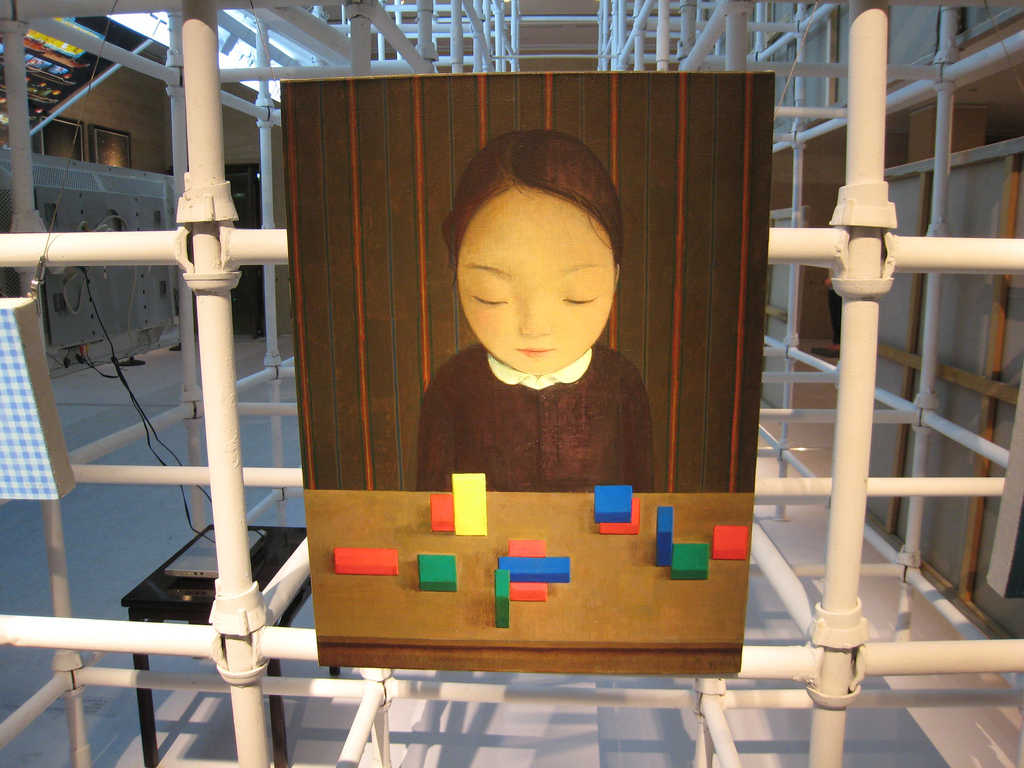